# بابلو فيرغارا
بابلو فيرغارا (بالإسبانية: Pablo Vergara)‏ هو لاعب كرة قدم أرجنتيني في مركز الدفاع، ولد في 15 سبتمبر 1988 في نيوكوين في الأرجنتين. لعب مع بانفيلد وتشاكاريتا جيونيورز.

## وصلات خارجية
- بابلو فيرغارا على موقع إي إس بي إن إف سي (الإنجليزية)
- بابلو فيرغارا على موقع قاعدة بيانات كرة القدم.إي يو (الإنجليزية)
- بابلو فيرغارا على موقع Soccerway.com (الإنجليزية)